# 横山貴林

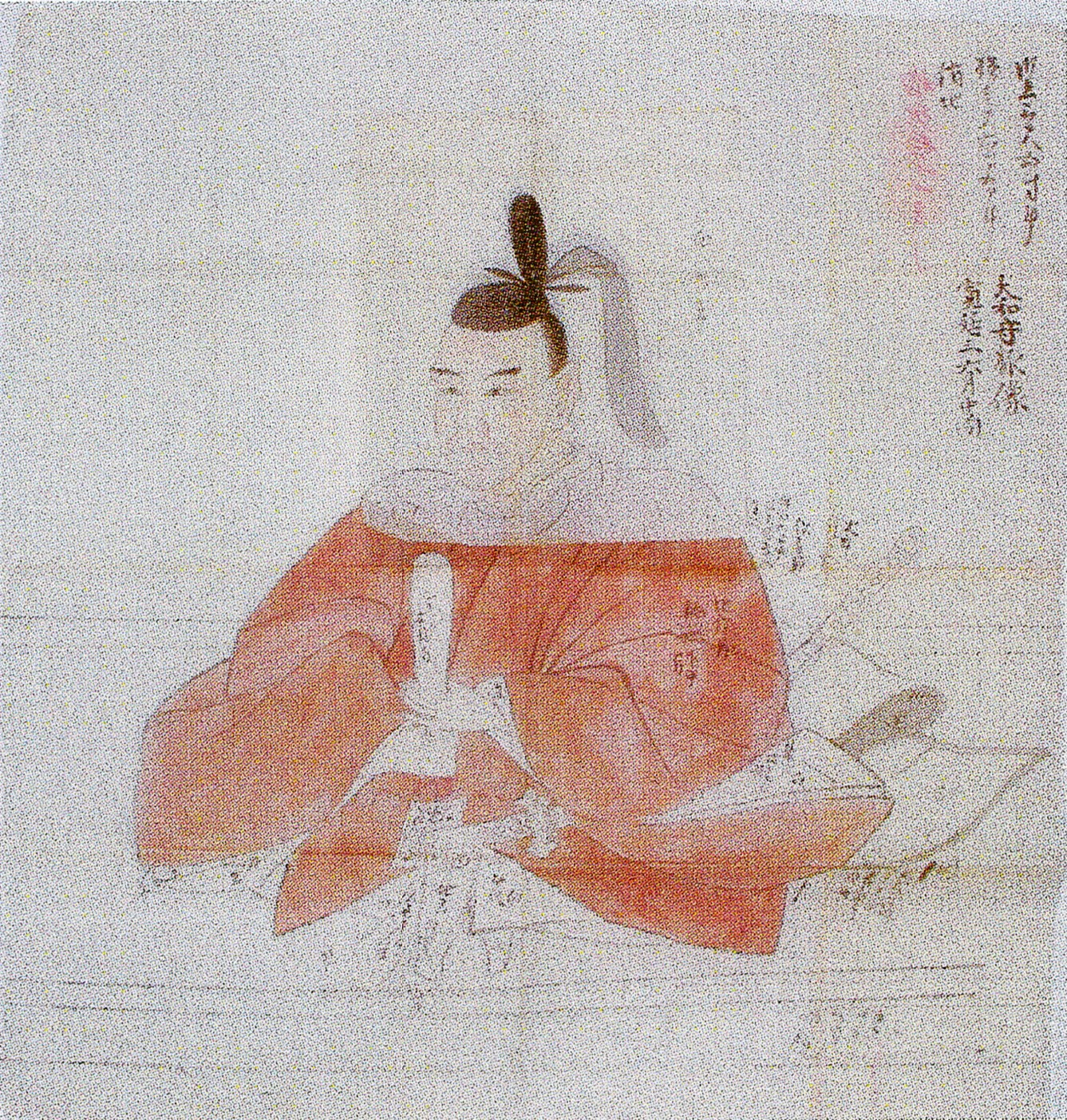
横山貴林(石川県立歴史博物館蔵)

横山 貴林（よこやま たかもと、元禄8年5月25日（1695年7月6日） - 延享5年3月10日（1748年4月7日））は、加賀藩年寄。加賀八家横山家第7代当主。
父は加賀藩年寄奥村悳輝。兄弟は奥村明敬、奥村温良、奥村有定。正室は横山任風の娘。子は横山長世、横山隆達、奥村隆振、横山隆明、本多政行室。通称は求馬。官位は従五位下・大和守。

## 生涯
元禄8年（1695年）、奥村悳輝の六男として金沢に生まれる。宝永元年（1704年）5月、横山任風の末期婿養子となる。同年11月、家督相続を許され知行3万石を相続する。正徳2年（1712年）、人持組頭、年寄となる。享保8年（1723年）、藩主前田吉徳の家督相続の御礼言上のため江戸城で将軍徳川吉宗に拝謁する。享保9年（1724年）、従五位下・大和守に任官する。享保12年（1727年）、養父の遺領のうち2500石も相続する。
元文2年（1737年）、甥の奥村保命が家臣に殺害され、家名断絶を防ぐために死因を遺書を残しての自害と偽って届け出たため、保命の弟奥村易直の相続が許された。家中に死の真相が伝わって反感を買い、藩主吉徳から差控を命じられた。元文4年（1739年）、許される。
延享2年（1745年）8月、藩主前田宗辰の家督相続の御礼言上の際に、江戸城で将軍吉宗に拝謁する。延享4年（1747年）2月、藩主前田重煕の家督相続の御礼言上の際に、江戸城で将軍徳川家重に拝謁する。
延享5年（1748年）3月10日没。家督は三男の隆達が相続した。